# Roland Charbaux
Roland Charbaux est un acteur, metteur en scène et administrateur de théâtre français né Roland Charbonneaux-Collombet le 16 septembre 1920 à Saint-Maur-des-Fossés. et mort le 26 novembre 2016 à Moulins. Il est le fils d'Eugène Nicolas Charbonneaux-Collombet.
Il est marié avec la comédienne Liliane Mayard, dite Liliane Ponzio (née le 27 octobre 1912, morte le 30 octobre 2005). De cette union, sont nés deux garçons : Thierry (le 19 décembre 1947) et Patrick (le 25 septembre 1949).

## Filmographie

### Cinéma
- 1956 : Bob le flambeur de Jean-Pierre Melville - Un policier
- 1968 : La Nuit la plus chaude de Max Pécas - M. Weber, le pharmacien
- 1974 : Le Rallye des joyeuses de Alain Nauroy
- 1974 : Les Enjambées de Jeanne Chaix - Benjamin
- 1974 : Club privé pour couples avertis de Max Pécas
- 1981 : Comment draguer toutes les filles de Michel Vocoret

### Télévision
- 1969 : Au théâtre ce soir : Constance de Somerset Maugham, mise en scène Michel Vitold, réalisation Pierre Sabbagh, Théâtre Marigny
- 1971 : Au théâtre ce soir : Herminie de Claude Magnier, mise en scène Michel Vocoret, réalisation Pierre Sabbagh, Théâtre Marigny
- 1972 : Au théâtre ce soir : Adorable Julia de Marc-Gilbert Sauvajon, mise en scène René Clermont, réalisation Georges Folgoas, Théâtre Marigny
- 1975 : Les Zingari - (série télévisée)
- 1976 : La Bande à Glouton, téléfilm de François Chatel - Le commissaire
- 1988 : Adorable Julia, téléfilm de Yves-André Hubert - Weil-Amaury

## Théâtre

### Comédien
- 1969 : Le Boulanger, la Boulangère et le Petit Mitron de Jean Anouilh, mise en scène Jean Anouilh et Roland Piétri, Théâtre des Célestins
- 1963 : Le Troisième Témoin de Dominique Nohain, mise en scène de l'auteur, Théâtre Charles de Rochefort
- 1964 : Mon Faust de Paul Valéry, mise en scène Pierre Franck, Théâtre des Célestins
- 1964 : Mary, Mary de Jean Kerr, mise en scène Jacques-Henri Duval, Théâtre des Célestins
- 1965 : La Dame en blanc de Marcel Achard, mise en scène Jacques-Henri Duval, Théâtre des Célestins, tournée Herbert-Karsenty
- 1966 : La Calèche de Jean Giono, mise en scène Jean-Pierre Grenier, Théâtre des Célestins
- 1967 : Adorable Julia de Marc-Gilbert Sauvajon d'après Somerset Maugham, mise en scène Jean-Laurent Cochet, Théâtre des Célestins, tournée Herbert-Karsenty
- 1973 : Le Bossu de Paul Féval, mise en scène Jacques-Henri Duval, Théâtre des Célestins, tournée Herbert-Karsenty
- 1977 : Le Misanthrope de Molière, mise en scène Jean-Paul Roussillon, Théâtre des Célestins, tournée Herbert-Karsenty

### Metteur en scène
- Peg de mon cœur de Hartley Manners, adaptation d'Yves Mirande et Maurice Vaucaire, Théâtre de la Porte-Saint-Martin
- La Troisième Veuve de Jean Guitton, Théâtre Daunou, le 25 mars 1961